# プーケットマーケット
プーケットマーケットは、日本のお笑いコンビである。2016年結成。

## メンバー
- ひだか（1988年6月4日（36歳） - ）
  - ボケ＆ツッコミ担当[1]
  - 公称サイズ：身長169cm、体重55kg、靴のサイズ26cm、血液型AB型
  - 千葉県船橋市出身
  - 千葉県立幕張総合高等学校卒業
  - ゲームが趣味で、ゲームに育てられたと言っても過言では無いぐらい。他に、猫カフェ、公共施設巡り[2]、知らない場所へ行きそこの住民の生活を想像する
  - 国内旅行業者取扱管理者、サービス介助士2級の資格を持つ。
  - スクウェアエニックス公式ドラゴンクエストX第6期初心者大使
  - 既婚[3]
  - 元公務員（市役所勤務）[1]
  - 中高も部活をせずに、帰宅部で家に帰ってすぐゲームをしていた
  - 特技：東京23区の情報の中で、区民に謝ったほうが良いんじゃないかなという情報を代わりに謝罪すること
- いのうち（1981年11月11日（43歳） - ）
  - ボケ＆ツッコミ担当[1]
  - 公称サイズ：身長171cm、体重60.5kg、靴のサイズ24.5cm、血液型A型
  - 千葉県市川市出身
  - 横浜市立大学卒業
  - 特技はプログラミング、階段早降り、大食い
  - 国際会計基準検定、Oracle Master Gold、基本情報処理技術者、日商簿記2級、英検2級、QC検定2級の資格を持つ。
  - 未婚[3]
  - 元プログラマー[1]
  - kindleで出版した電子書籍が新着カテゴリで二位になったことがある[4]。

## 旧メンバー
- ほんだ（1990年11月14日（34歳） - ）
  - ボケ＆ツッコミ担当[1]

## 来歴・概説
2人ともワタナベコメディスクール17期生（2012年10月入学・2013年9月卒業）出身。ワタナベエンターテインメント所属が決まる最終審査において、ひだかは「スライドピットポリスマン」というコンビで所属が決定。いのうちは、最終審査はピン芸人として受けて落選したものの、半年後に「案山子」というコンビで所属が決定。しばらくして両者ともに解散。ワタナベエンターテインメントを離れる。
その後、いのうちとほんだ（旧メンバー）が「アルティメットレジェンド」というコンビを組んでいたが、「ママスパパス」を解散したひだかが「次に組んでくれそうな仲のいい人間が2人しかいなかったから」という理由で加入し、トリオとなった。
その後、オスカープロモーションの事務所ライブに出演するようになったが、2018年3月にほんだが「トリオだと2人に頼ってしまう」という理由で脱退。現在のコンビとなる。
プーケットマーケットの公式サイトでは、いのうちが作成した「逆ボーリング」、「無限テプマス」などのゲームがプレイできるようになっている。
2018年4月よりコミュシルにて「お役所ごはん」を連載中。
月刊公民館の連載を、2018年7月号～2018年9月号まで担当。
2018年9月27日放送のスマートフォンデュの番組内、“始発で帰れる若手芸人限定「10秒ネタゴングショー」”にて賞金を獲得した。
2019年4月いっぱいでオスカープロモーションを退所し、フリーとなるが、7月よりビクターミュージックアーツ預かりとなる。

## 出演

### テレビ
- ネタパレ（フジテレビ）- 2020年9月18日放送

- ビートたけしの独立してマージン分ギャラ下げるからあと2回ヤラせてTV（テレビ朝日）- 2018年12月26日放送
- スマートフォンデュ（テレビ朝日）- 2018年9月27日放送
- ニノさん（日本テレビ）- 2018年8月12日放送
- こそこそチャップリン（テレビ東京）- ひだかのみ、ママスパパスとして
- 前略、西東さん（中京テレビ）- ひだかのみ、ママスパパスとして
- フルタチさん（フジテレビ）- ひだかのみ、再現VTR

### ラジオ
- サンドウィッチマンの天使のつくり笑い（NHKラジオ第1放送）- 2017年5月23日

### ネット番組
- 超ドラゴンクエストX TV（ニコニコ生放送）- ひだかのみ